# Херцогство
Херцогство (на латински: ducatus; на немски: Herzogtum) e племенно или териториално служебно и владетелско владение на един херцог. Херцозите обикновено са директни васали на принц или крал на монархична държава.

## Херцогства по времето нафранките

### Племенни херцогства
През Ранното Средновековие Меровингите образуват Франкската империя и я увеличават чрез завладяване на галски и германски територии. Някои от тези територии се управляват от херцози от племето в голяма или по-малка зависимост от франкското кралство.
По време на Каролингите Племенните херцогства се премахват, но по-късно се образуват отново.

## Херцогства вСвещената Римска империя

### Племенни херцогства
От края на 9 век, към края на могъщността на Каролингите, херцогствата се създават отново. В Източното франкско кралство отново се образуват Племенните херцогства. Някои местни благородници започват да се наричат херцог.
Племенни херцогства в Източното франкско кралство около 919 г.:
- Херцогство Франкония
- Херцогство Саксония
- Херцогство Бавария
- Херцогство Швабия
- Херцогство Лотарингия

### Териториални херцогства
През 12 век при Фридрих Барбароса се образуват нови териториални херцогства.
Териториални- и Титуларни-херцогства на Свещената Римска империя:
- Анхалтски херцогства:

- Анхалт-Бернбург (само 1806)
- Анхалт-Десау (само 1806)
- Анхалт-Кьотен (само 1806)

- Херцогство Аренберг (1644–1801 в Айфел, 1803–1810 като Херцогство Аренберг-Мепен в Мюнстерланд)
- Херцогство Бар (1354–1473, след това обединено с Лотарингия)
- Херцогство Бавария (1180–1623), след това Курфюрство, многократно делено на

- Херцогство Горна Бавария (1255–1340)
- Херцогство Долна Бавария (1255–1340), след това обединено с Горна Бавария, 1349 отново разделено
- Херцогство Горна Бавария (1349–1363), след това обединено с Долна Бавария-Ландсхут
- Херцогство Бавария-Щраубинг-Холандия (1353–1425/29)
- Херцогство Долна Бавария-Ландсхут (1353–1392), отново разделено на
- Херцогство Бавария-Инголщат (1392–1447)
- Херцогство Бавария-Ландсхут (1392–1503/05)
- Херцогство Бавария-Мюнхен (1392–1505), 1505 всички части са отново обидинени

- Херцогство Берг (1380–1521), след това Обидинени херцогства Юлих-Клеве-Берг и от 1609 или 1614 (договор от Ксантен и 1666 чрез наследствеана подялба към Херцогство Пфалц-Нойбург), от 1806 Велико херцогство), след Виенския конгрес влиза в пруската Рейнска провинция
- Херцогство Бохемия, от 835 под източнофранско владение, от 1198 Кралство Бохемия
- Херцогство Буйон (1552-)
- Херцогство Брабант (от 1183, 1351 обидинено с Люксембург, от 1477 на Австрия/Хабсбург)
- Херцогство Брауншвайг-Люнебург (1235–1806), от 1269 многократно делено
- Херцогство Бремен, Архиепископия (1180–1648), Бремен-Ферден, (1648–1866)
- Херцогство Гелдерн (1339–1581), след това разделено, след това към Република Съединени провинции
- Херцогство Холщайн (1474–1866), след това част на Прусия
- Херцогство Юлих (1356–1521), до 1609 Юлих-Клеве-Берг
- Херцогство Каринтия (976–1335), след това на Австрия/Хабсбург
- Херцогство Клеве (1417–1521), след това част на Юлих-Клеве-Берг
- Херцогство Крайна (от 1364)
- Херцогство Лимбург (1081–1793, от 1289 обидинено с Брабант), след това под френско владение
- Херцогство Лотарингия образувано от Горна Лотарингия (959–1766), след това под френско владение
- Херцогство Люксембург (1354–1795, от 1482 на Хабсбургите), след това под френско владение, от 1815 суверенно Велико херцогство
- Херцогство Магдебург (1648–1803, от 1680 част на Курбранденбург
- Херцогство Мекленбург (1348–1918, от 1815 Велико херцогство, многократно делено)
- Херцогство Мерания (1153–1248)
- Херцогство Олденбург (1773–1810, 1815-1918 Велико херцогство)
- Херцогство Австрия (1156–1453), след това Ерцхерцогство
- Ерцхерцогство Австрия (1453–1806), след това част на Австрийската империя
- Пфалцски херцогства:

- Херцогство Пфалц-Мозбах (1410–1499), след това обратно на Курпфалц
- Херцогство Пфалц-Ноймаркт (1410–1448), след това на Пфалц-Мосбах
- Херцогство Пфалц-Зимерн (1410–1559), след това обидинено с Курпфалц
- Херцогство Пфалц-Цвайбрюкен (1444–1799, многократно делено), след това част на Курфюрство Пфалц
- Херцогство Пфалц-Нойбург (1505–1685), след това обидинено с Курпфалц

- Херцогство Померелия
- Херцогство Померания
- Херцогство Прусия (1525–1701), след това Кралство Прусия
- Саксонски херцогства:

като наследници на Племенното херцогство Саксония:
- Херцогство Саксония-Лауенбург (1296–1805), след това Брауншвайг-Люнебург
- Херцогство Саксония-Витенберг (1296–1553), от 1356 Курфюрство Саксония, след това обидинено с Маркграфство Майсен

Албертински херцогства
- Херцогство Саксония-Мерзебург (1656–1738), след това обратно на Курфюрство Саксония
- Херцогство Саксония-Вайсенфелс (1656–1746), след това обратно на Курфюрство Саксония
- Херцогство Саксония-Цайц (1656–1718), след това обратно на Курфюрство Саксония

Ернестински херцогства
- Савойско херцогство (1416–1946, от 1720 част на Кралство Пиемонт-Сардиния
- Силезски херцогства
- Херцогство Щирия (1180–1918, от 1192 под австрийско владение)
- Херцогство Тек (1187–1439)
- Херцогство Ферден (1648–1866), от 1715 част на Курфюрство Хановер
- Херцогство Вестфалия (1180–1792, под владението на Курфюрство Кьолн)
- Херцогство Вюртемберг (1495–1806), след това Кралство Вюртемберг
- Херцогство Церинген (1100–1218), след това разделено

## Херцогства в Италия
- Херцогство Беневенто (571–1053)
- Херцогство Ферара (1471–1597)
- Херцогство Гвастала (1575–1746)
- Херцогство Мантуа (1530–1703)
- Херцогство Милано (1395–1797)
- Херцогство Модена (1452–1860)
- Херцогство Парма (1545–1860)
- Херцогство Сполето (570–1201)
- Херцогство Урбино (1443–1631)

## Херцогства в Полша
- Херцогство Силезия (1138–1684)
- Херцогство Варшава (1807–1815)

## Херцогства в Германския съюз и в Германската империя
След Виенския конгрес се образува новият Германски съюз като съюз на суверенни държави. Някои от тях се управлявали като херцогства. През 1866 г. Съюзът се разпада, през 1871 г. се образува Германска империя, който съществува до края на Първата световна война.
- Анхалтски херцогства, обидинени 1863 като Херцогство Анхалт

- Херцогство Анхалт-Бернбург (1815-1863), попада след това към Анхалт-Десау
- Херцогство Анхалт-Десау (1815-1863)
- Херцогство Анхалт-Кьотен (1815-1847), след това към Анхалт-Десау

- Херцогство Брауншвайг (1815-1918)
- Херцогство Холщайн (1815-1866), след това от Прусия анектирано
- Херцогство Лауенбург (1815-1876, от 1866 пруско)
- Херцогство Лимбург (1839-1866)
- Херцогство Насау (1806-1866), след това от Прусия анектирано
- Херцогство Саксония-Алтенбург (1815-1918)
- Херцогство Саксония-Кобург (1815-1918)
- Херцогство Саксония-Гота (1815-1826), след това на Саксония-Кобург
- Херцогство Саксония-Хилдбургхаузен (1815-1826), след това на Саксония-Майнинген
- Херцогство Саксония-Майнинген (1815-1918)

## Херцогства във Франция
- Херцогство Аленсон (1415–1549)
- Херцогство Ангулем (1583–1696)
- Херцогство Аквитания (555–1224) или до 1453 (като Херцогство Guyenne)
- Херцогство Омал (1547–1632)
- Херцогство Оверн (1360–1527)
- Херцогство Бери (1360–1790)
- Херцогство Бретан (937– 1514)
- Херцогство Бурбон (1327–1790)
- Херцогство Бургундия (918– 1482)
- Херцогство Колини (1643–1657)
- Херцогство Етам (1536–1792)
- Херцогство Франкония (936–987)
- Херцогство Лонгвил (1505–1694)
- Херцогство Мен (1673–1736)
- Херцогство Монпенсие (1539–1693)
- Херцогство Нарбон (1088–1249), Титулархерцогство на Графовете на Тулуза
- Херцогство Немур (1404–1659)
- Херцогство Невер (1538–1659)
- Херцогство Нормандия (911–1204)
- Херцогство Орлеан (Титулархерцогство 1336–1790 с прекъсвания)
- Херцогство Пентиевр (1569–1790)
- Херцогство Реймс (от 1361 като Титулархерцогство на Ерц-епископа на Реймс)
- Херцогство Ретел (1581–1659)
- Херцогство Юзес (1565–1790)
- Херцогство Вандом (1514–1712)

## Други примери на херцогства
- Херцогство Атина (1204–1456)
- Обeдинено Балтийско херцогство (1918)
- Херцогство Корнуол
- Херцогство Ланкастър